# Citole

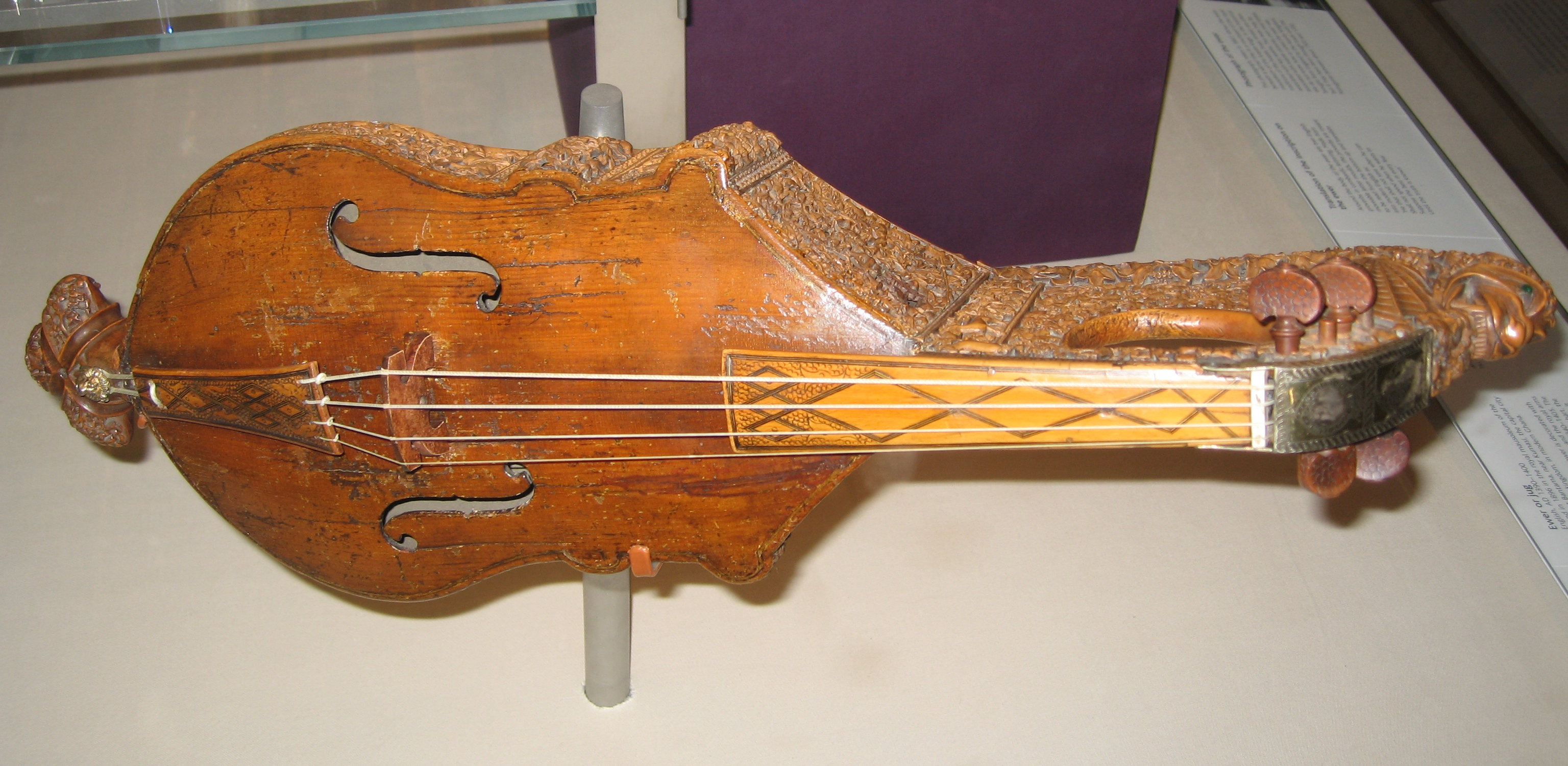
Citole im Britischen Museum

Die Citole ist eine mittelalterliche, gezupfte Schalenhalslaute mit vier (seltener drei und fünf) Saiten, die besonders vom 13. bis zur Mitte des 14. Jahrhunderts verbreitet war.

## Name
Das Wort wurde früher vom lateinischen cistella „Kistchen“ abgeleitet und als kleines Hackbrett oder Psalterium aufgefasst. Tatsächlich aber verweist der Name auf die Cister. Mutmaßlich aus einem mittellateinischen cithrola, „kleine Cithara“ kontrahiert. Der Name existiert in verschiedenen Schreibweisen, so als citola, citula, cetula, cythera, citera, chytara, cithara, cetola, cythole, sitole, sytholle, cytolys, cetera, cetola, citola, cistola, cedra, cuitole, zitol und cistole.

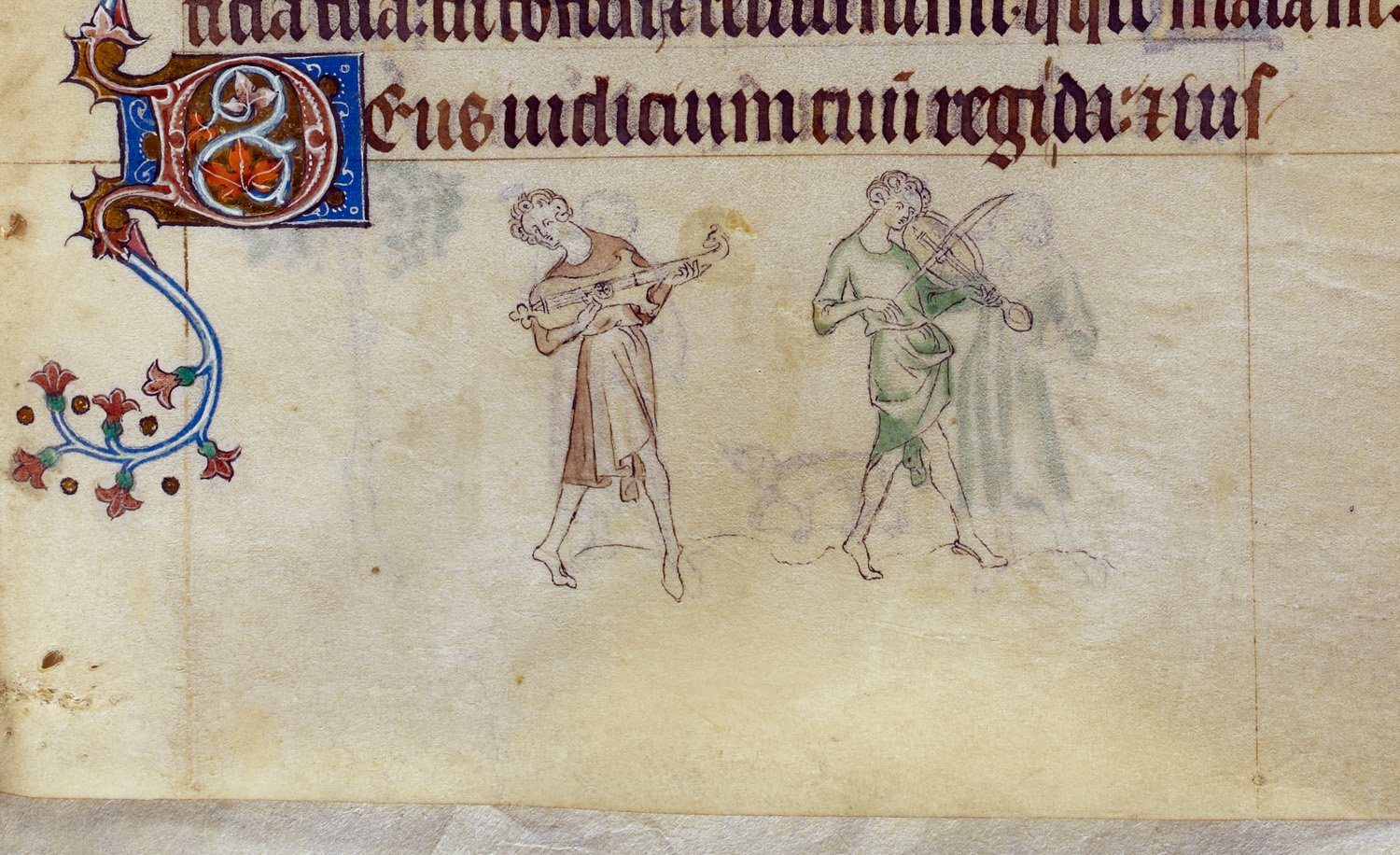
Musizierende mit Citole und Rebec, um 1315

## Geschichte
Einen frühen Beleg für das Vorkommen der Citole bildet das Titelbild des Evangeliars Karls des Großen (Ende 8. Jahrhundert). Im 9. Jahrhundert ist das Instrument auf Abbildungen zu sehen, aber erst ab dem 12. Jahrhundert wurde es häufiger auch schriftlich erwähnt. Unterschiedliche Bauformen sind bekannt. Entwicklungsgeschichtlich sieht Curt Sachs (1913) in der Citole die in Südwesteuropa vollzogene Verbindung des abendländischen Zargentypus mit dem birnenförmigen Korpusumriss und dem Hals und Griffbrett der orientalischen Lauteninstrumente.